# Gyiophis
Gyiophis — рід змій родини гомалопсових (Homalopsidae). Представники цього роду є ендеміками М'янми. Умовно отруйні змії (реальної небезпеки для людини не становлять).

## Види
Рід Gyiophis нараховує 3 види:
- Gyiophis maculosus (Blanford, 1881)
- Gyiophis salweenensis Quah et al., 2017
- Gyiophis vorisi (Murphy, 2007)